# 陆冠瀛
陆冠瀛，广西永康人，是一名清朝政治人物。拔贡出身。
光緒五年七月，接替孫士逵。擔任江蘇荆溪縣知縣署。后由徐景福接任。陆冠瀛曾于1882年接替张东瀛任娄县知县一职，1884年由阳镇接任。